# Acción Popular (Peru)

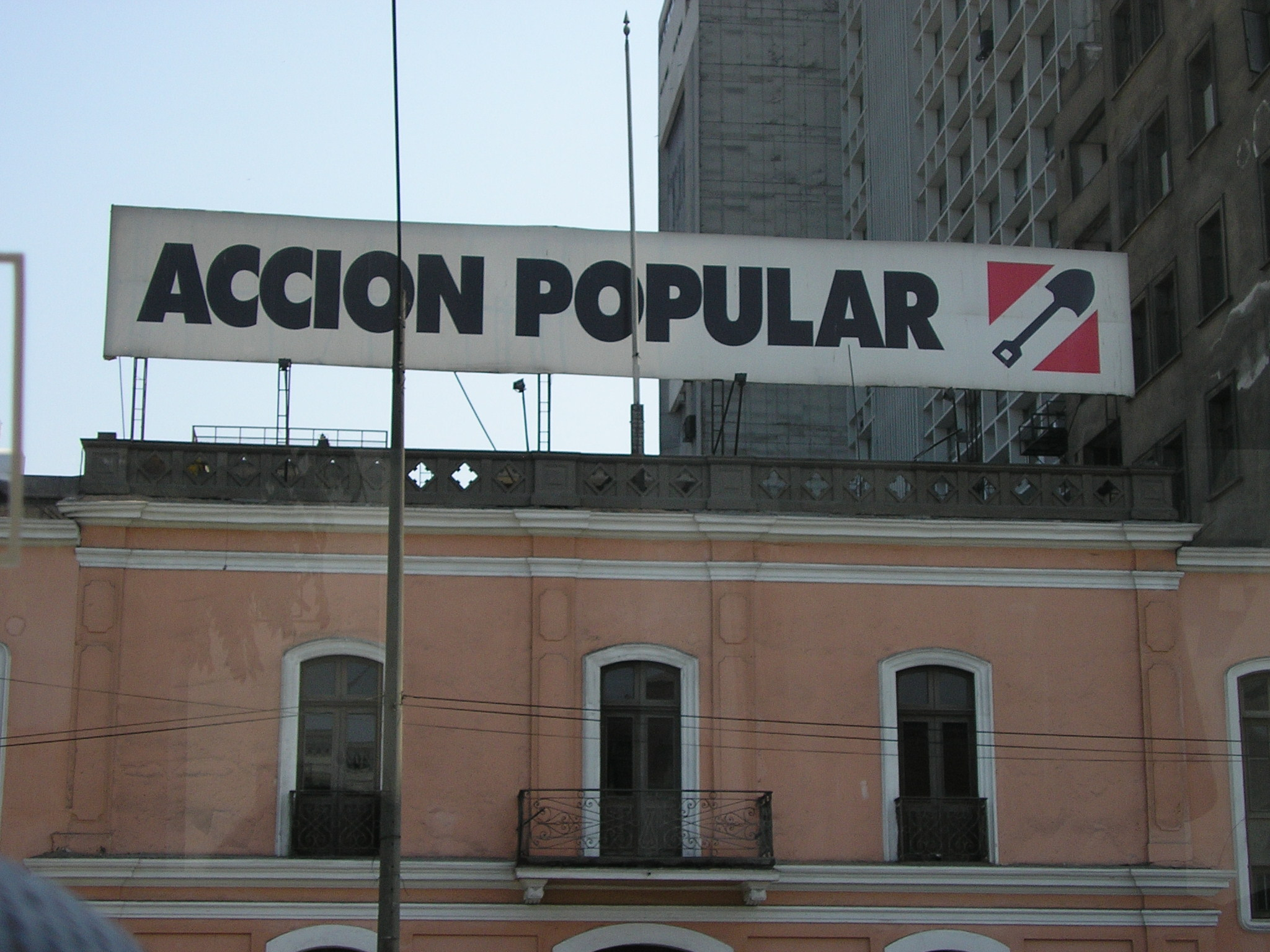
Parteizentrale der Acción Popular in Lima, 2007

Die Acción Popular („Volksaktion“) ist eine peruanische politische Partei. Sie wurde am 7. Juli 1956 von Fernando Belaúnde Terry gegründet, der zweimal als peruanischer Präsident regierte, nämlich von 1963 bis 1968 und von 1980 bis 1985.

## Geschichte
Die Acción Popular (AP) wurde 1956 von Fernando Belaúnde Terry, einem Architekten aus Lima, als bürgerlicher Gegner der APRA und der konservativen bürgerlichen Kräfte gegründet. Die Partei verstand sich als reformorientiert und vertrat insbesondere den Mittelstand von Angestellten und Kleinunternehmern. 1963 gewann Belaúnde mit der AP in einem Bündnis mit der christdemokratischen Partei PDC (Partido Demócrata Cristiano) die Präsidentschaftswahl, ohne jedoch die Parlamentsmehrheit zu gewinnen. Seine Reformprojekte, darunter eine begrenzte Landreform, kamen nicht voran, da die Opposition im Parlament aus APRA und Konservativen der Unión Nacional Odriista von Manuel Odría diese blockierte. Nach öffentlich gewordenen Absprachen mit der US-amerikanischen International Petroleum Company (IPC) wurde Belaúnde von einer Junta unter General Juan Velasco Alvarado gestürzt. In der Zeit der Militärregierung nach dem Sturz Belaúndes 1969 stand die AP in der Opposition zu derselben. An der Wahl zur verfassungsgebenden Versammlungen 1978 nahm die AP nicht teil, was sie danach damit begründete, in keiner Weise mit den noch regierenden Militärs zusammenarbeiten zu wollen. Bei den Präsidentschafts- und Parlamentswahlen 1980 gewann die AP jedoch haushoch, und Fernando Belaúnde Terry wurde abermals Staatspräsident Perus. Hierbei half ihm die starke Zerstrittenheit der Linken. Belaúndes Regierung war mit zunehmender Auslandsverschuldung, Inflation und dem Erstarken der maoistischen Guerilla Sendero Luminoso konfrontiert. Der Bewaffnete Konflikt in Peru, der bis in die 1990er Jahre andauerte, forderte am Ende fast 70.000 Tote. Bei den Wahlen im April 1985 stürzte die AP ein und erhielt nur noch 5,7 % der Stimmen für das Parlament, während der Präsidentschaftskandidat Javier Alva Orlandini mit 7,3 % auf dem vierten Platz landete und Alan García von der APRA mit 48 % siegte.
Bei den Wahlen 1990 trat die AP in einem Bündnis (FREDEMO) mit der „Christlichen Volkspartei“ (Partido Popular Cristiano, PPC) und anderen konservativen Parteien an, doch ihr Präsidentschaftskandidat, der Schriftsteller Mario Vargas Llosa, unterlag dem bis dahin völlig unbekannten Alberto Fujimori. Unter dessen zunehmend diktatorischer Regierung war die AP wichtiger Teil der parlamentarischen Opposition. 2000 wurde mit dem Sturz Fujimoris das AP-Mitglied Valentín Paniagua bis zum Jahr 2001 Übergangspräsident.
Bei den Wahlen 2011 beteiligte sich die AP am Wahlbündnis Perú Posible, das den bereits von 2001 bis 2006 Präsident gewesenen Alejandro Toledo Manrique bei einer erneuten Kandidatur fürs Präsidentenamt unterstützte. Er kam mit 15,64 % auf den vierten Platz, während Ollanta Humala Sieger wurde. Bei den Wahlen 2016 stellte die AP mit Alfredo Barnechea García wieder einen eigenen Präsidentschaftskandidaten auf, der mit 6,95 % nicht in die Stichwahl kam. Für das Parlament kam sie mit 7,26 % auf 5 Abgeordnete und den 6. Platz. Bei den außerordentlichen Parlamentswahlen am 26. Januar 2020 konnte sie 11,8 % und damit 25 Sitze erreichen, was angesichts der politischen Zersplitterung die größte Fraktion ergab. Im November 2020 stellte die AP mit Manuel Arturo Merino de Lama kurzzeitig den Übergangspräsidenten Perus. Auch der 2021 für die AP angetretene Yonhy Lescano Ancieta, gleichzeitig Parteivorsitzender der AP, kam nicht in die Stichwahl und landete mit 9,12 % auf dem fünften Platz. Die AP kam für das Parlament auf 9,0 % und damit auf 16 Sitze, die drittstärkste Fraktion. Zur Parlamentspräsidentin wurde die AP-Politikerin María del Carmen Alva gewählt.